# 關菁
關菁（英語：Kwan Ching，1951年10月23日—2014年9月17日），原名關達泉，香港資深演員，為前香港無綫電視藝員。

## 簡歷
關菁早年畢業於廣東粵劇學校，為已故粵劇演員文覺非的學生和乾兒子。他畢業後於中國內地的劇團任駐團成員，又為劇團任樂隊指揮。投身香港演藝界前從事唱腔表演和音樂配器設計工作。1981年用自己的本名透過電影《處決》出道，及後於1983年，關菁加入無綫電視，是一名甘草演員，曾演出多部電視劇，代表作品包括《射鵰英雄傳》、《西遊記》、《笑傲江湖》、《巾幗梟雄》、《萬凰之王》等。另外，他有很深的二胡造詣，曾公開表演；2014年9月17日早上卻因心臟病發而離世，享年62歲。其好友李成昌、麥長青、張松枝亦於當天下午1時許發放微博貼文悼念他，其經紀公司約於下午三時許證實其死訊。關菁家人及後在同年10月6日於福澤殯儀館設靈，遺體則於翌日在鑽石山火葬場火化。

## 外部連結
- 關菁在香港影庫上的簡介